# Città Nuova

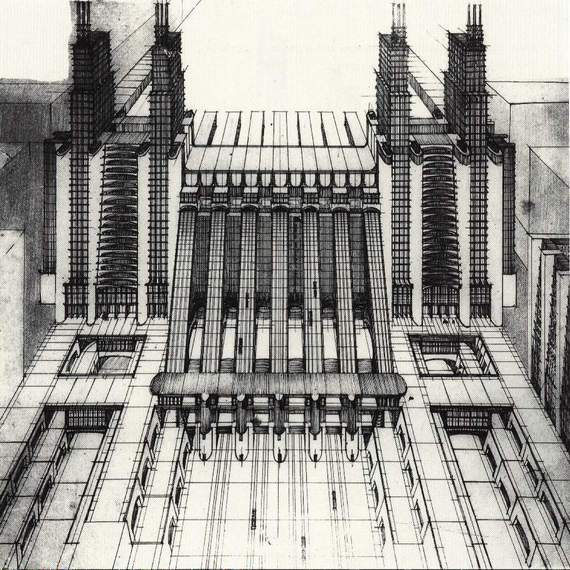
Vue perspective de La Città Nuova, 1914.

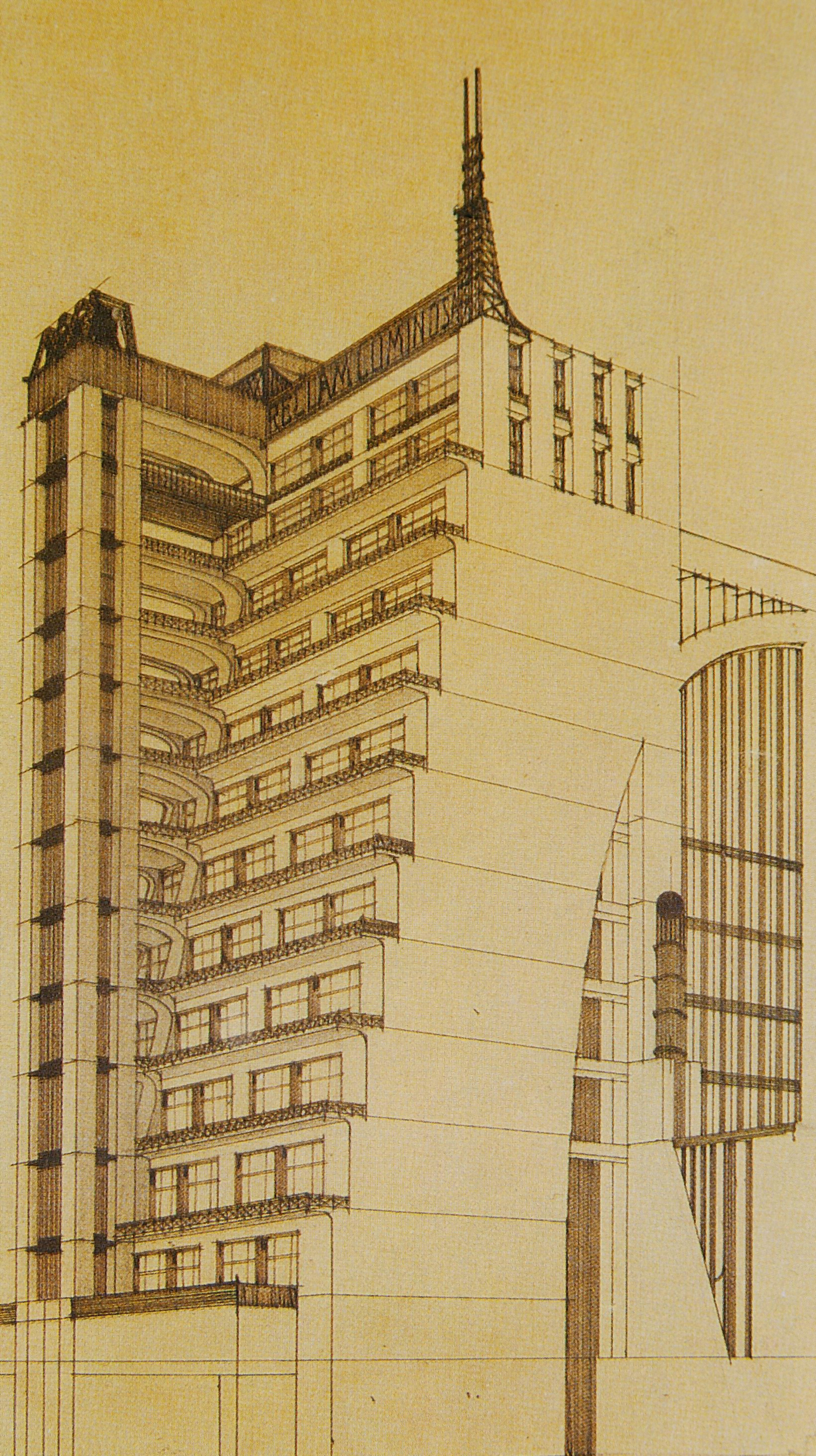
Une autre vue caractéristique d'un bâtiment en gradins (qui rappelle des bâtiments d'Henri Sauvage), 1914

La Città Nuova, qui signifie ville nouvelle, est une œuvre architecturale d'Antonio Sant'Elia, créée en 1914 et qui s’inscrit dans le mouvement artistique futuriste.
Elle ne sera jamais construite mais elle illustre parfaitement la pensée et les idéologies du futurisme.

## Contexte
Antonio Sant'Elia entame son projet de Città Nuova alors que la révolution industrielle était commencée depuis peu. New York était alors le seul modèle de ville futuriste, car la seule à avoir à l’époque effectué sa croissance architecturale en hauteur.
Issu du groupe avant-gardiste Nuove Tendenze, Antonio Sant'Elia adhère au mouvement futuriste en 1914 et publie le Manifeste de l’architecture futuriste. On peut dire que Sant’Elia est le précurseur du fonctionnalisme en matière d’architecture, grâce à son projet de ville nouvelle. 
En 1913 et 1914, il partage avec Mario Chiattone, un peintre actif dans le milieu futuriste, le même studio et avec qui il fera une partie de ses dessins pour la Città Nuova. Le manifeste parait le 11 juillet 1914, d'abord sous la forme d'un tract, et le mois suivant dans la revue Lacerba. Ce texte a en fait une première version en mai 1914, en préface du catalogue de l'exposition du groupe Nuove Tendenze à Milan, où les dessins seront exposés, avant d'être transformé par Marinetti pour devenir le Manifeste. Ce dernier y ajoute deux pages d'introduction, quatre chapitres et altéra le texte de quelques transformations.

## Esthétique et concept
La Citta Nuova reflète bien les revendications futuristes, le goût pour la technologie, les progrès scientifiques et techniques, la fascination pour la machine et la vitesse, la machine étant le symbole de la modernité. Elle montre aussi une rupture avec la tradition, ce qui est propre aux avant-gardes. L’architecture en Italie au début des années 1900 est encore dominée par l’effet décoratif traditionnel sur les structures. Sant’Elia propose donc en 1914 un modèle d’architecture davantage lié à la fonction, laissant à nu la structure, sans ornements ni fioritures. On remarque l’absence totale de sculptures, la beauté réside essentiellement dans l’harmonie des lignes.
Adhérant au courant futuriste, il se démarque radicalement de la tradition, il veut vivre dans son temps et utilise exclusivement des matériaux nouveaux, offerts par l’industrie. Les matériaux qui l’intéressent sont le béton armé, le fer, le verre, le carton, les fibres textiles, les bois, pierres et briques, qui permettent le maximum d’élasticité et de légèreté. Il insiste bien sur le fait qu’il se détache de la tradition. Il dépeint sa nouvelle ville comme « un chantier de construction, agile, mobile, dynamique dans toutes ses parties ». Conformément aux idéologies futuristes il va utiliser toutes les ressources de la science et de la technologie.
On voit aussi que l’architecte tend vers une esthétique de la machine fondée sur l’équivalence entre la beauté, l’efficacité et la brutalité. Sant’Elia créé un nouvel idéal de beauté basé sur la légèreté et la fonctionnalité et la ville moderne qu’il propose est comme une gigantesque machine. Il insère le tridimensionnel. La ville est conçue comme une structure mécanique animée de mouvements permanents coordonnés grâce à l’articulation intégrale tridimensionnelle de ses fonctions. Elle est façonnée par la science. Sant’Elia part à la conquête d’un nouvel espace, il distend les échelles et fait naître une ville aérienne.
Dans ses dessins, on peut voir des immeubles de grande hauteur (certains à profil oblique), des passages et ascenseurs extérieurs, la circulation à plusieurs niveaux, des passerelles mécaniques, des trottoirs roulants, des immeubles à gradins et des complexes de communication terrestre et aérienne. Les pièces maîtresses dérivent de la centrale électrique, symbole d’une Italie industrielle et novatrice. Sant’Elia donne du mouvement à une représentation statique.
Il forme donc un nouvel idéal de beauté, anti-monumental, léger, dynamique, pratique, éphémère, rapide « soit à l’image de la vie la moderne et de ses objets types ultra-fonctionnels, et de la ville moderne, vibrante de mouvement et scintillante de lumières et de reflets. 

## L’avion dans le projet de Sant’Elia
L’avion, peut être plus que les autres machines, symbolise grandement le futur et le progrès, et précipite une rupture avec le passé, ce qui inspirera fortement Sant’Elia qui lui donnera un rôle central dans son projet.
Il aura pour son époque la vision la plus intermodale de l’utilisation de l’avion, associé au train à travers la création de sa gare. 
Le Corbusier projettera en 1922 la poursuite de la vision de Sant’Elia en consacrant le centre de sa Ville contemporaine de trois millions d’habitants à une plate-forme d’atterrissage, cernée par quatre gratte-ciel et au-dessous de laquelle on retrouve tous les sillons de mouvements terrestres.

## Une œuvre visionnaire

### Architecture Internationale
Après la guerre, une architecture internationale se développe. En effet, il faut reconstruire ce qui a été détruit et vite, ce qui est propice aux avant-gardes, c’est l’idée de déconstruction/reconstruction pour pouvoir repartir à zéro, là il n’y a plus qu’à reconstruire. De plus, une déruralisation se crée, il faut donc pouvoir placer un grand nombre de personnes dans un même espace.
Là où Antonio Sant'Elia a été visionnaire, c’est qu’il fallait construire des bâtiments rapidement, qu’il soit fonctionnels, et ils seront de plus en plus construits en hauteur afin d’économiser de l’espace.
La fonction des bâtiments de ce style international se voudra caractérisée par la simplicité et la rigueur, et réduite à celle d’une enveloppe au service de l’affectation de ces constructions  par exemple les écoles, les hôpitaux, les usines et les logements doivent avoir un aspect qui correspond à leur fonction sociale. Un design sans fioritures, clair et largement standardisé utilisant des matériaux modernes comme l’acier, le verre et le béton, ayant pour but de mettre en œuvre des techniques industrielles de productions peu coûteuses.
Le lotissement Weissenhofsiedlung bâti à Stuttgart en 1927 sur lequel a travaillé entre autres Le Corbusier, en est un exemple typique.
Aujourd’hui encore, le style international est très répandu.

## Exemples de villes futuristes

### Dans la fiction
- Metropolis (film, 1927)
- L'Amour en l'an 2000
- Blade Runner (film)
- Demolition Man
- Brazil (film, 1985)
- Repo Man
- Le Cinquième Élément

### De nos jours
- New York
- Brasilia
- São Paulo